# Carbó vegetal

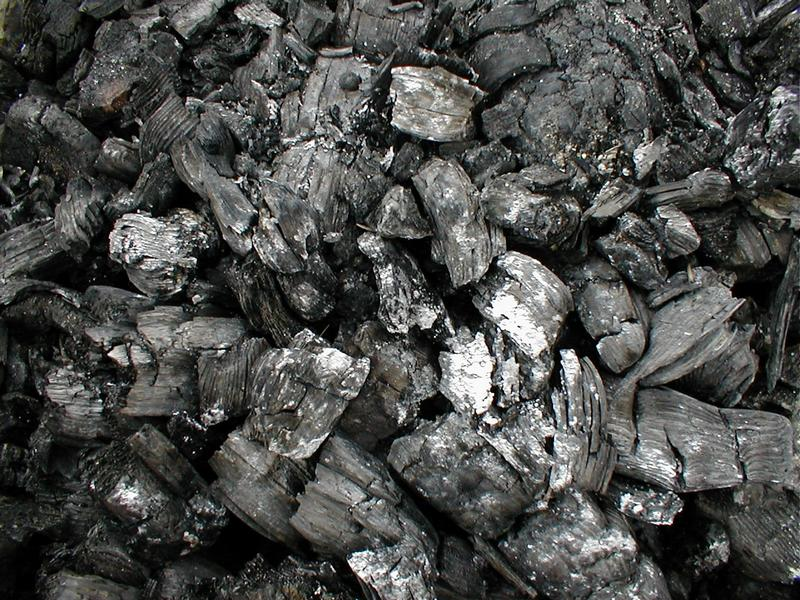
Carbó vegetal.

El carbó vegetal és un material combustible sòlid, fràgil i porós amb un alt contingut en carboni (aproximadament del 80%). Es produeix per escalfament de fusta i altres residus vegetals, fins a temperatures que oscil·len entre els 400 i els 700 °C, en absència d'aire.
El poder calorífic del carbó vegetal oscil·la entre 29 000 i 35 000 kJ/kg, i és molt superior al de la fusta, que oscil·la entre 12 000 i 21 000 kJ/kg. En condicions mitjanes, la fusta produeix un 60% de carbó en volum, o un 25% en pes: per cada 400 quilograms de fusta s'obtenen 100 quilograms de carbó.
A part de ser més eficient que la fusta per unitat de pes, el carbó té el principal avantatge de no fer fum i, per tant, de ser més apropiat en moltes aplicacions, especialment com a calefactor residencial. La flama visible dels focs de llenya es deu a la combustió dels gasos volàtils que desprenen quan la fusta es converteix en carbó vegetal. El sutge i el fum que solen emetre aquests focs resulten de la combustió incompleta d'aquests gasos volàtils. El carbó vegetal crema a una temperatura més alta que la fusta, gairebé sense flama visible, i no allibera gairebé res més que calor i diòxid de carboni. Un quilogram de carbó conté de 680 a 820 grams de carboni, que quan es combina amb l'oxigen de l'atmosfera formen de 2,5 a 3 kg de diòxid de carboni.

## Història

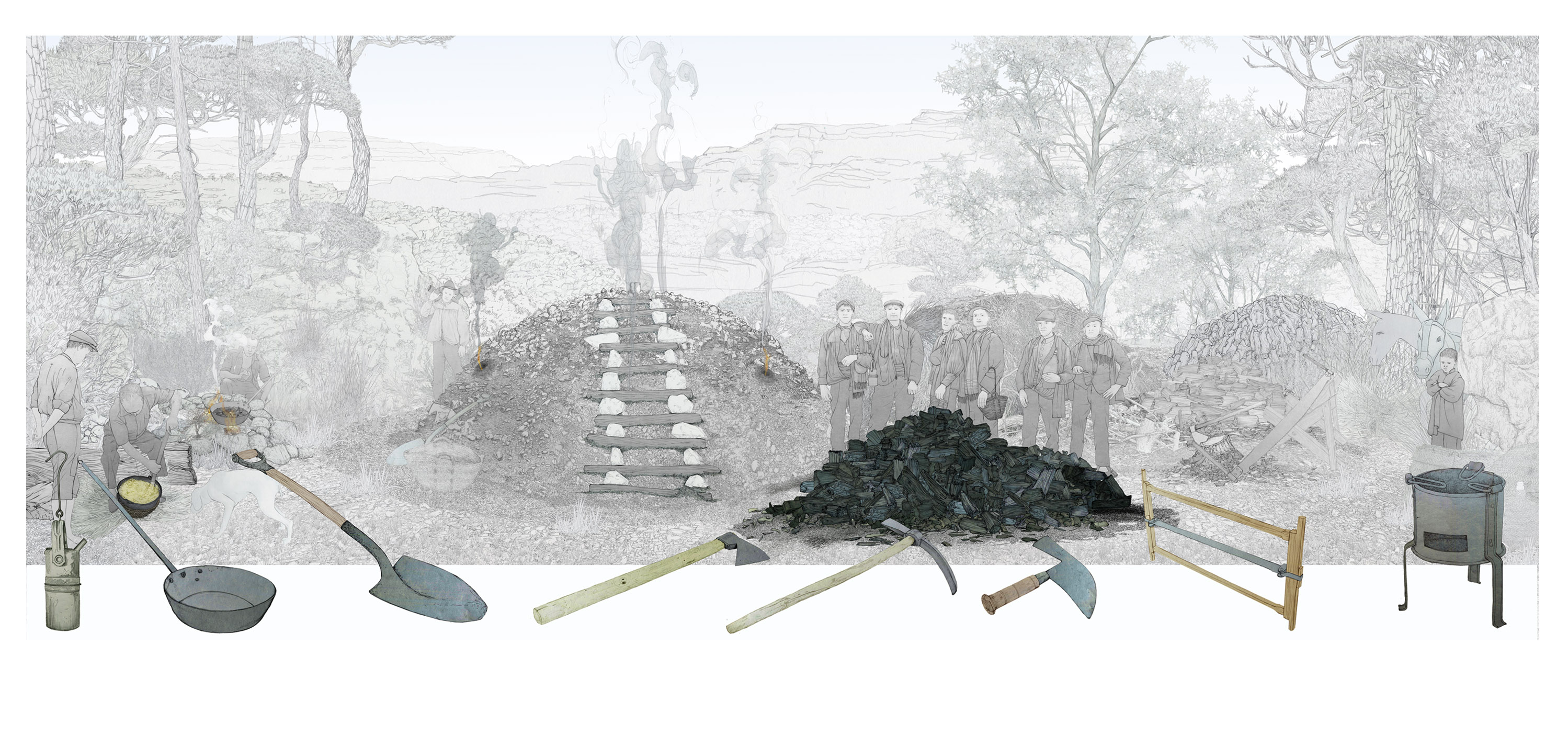
Ferramentes utilitzades en l'extracció del carbó vegetal. Il·lustració del Museu Valencià d'Etnologia

La producció de carbó de llenya en llocs on hi ha una abundància de fusta es remunta a l'antiguitat. Comença generalment amb apilar peces de fusta formant una estructura cònica. Es deixen les obertures a la part inferior per admetre l'aire, amb un eix central que serveix de xemeneia. Tota la pila està coberta amb branques, herba o argila humitejada. El foc és iniciat a la part inferior de la canaleta i es va estenent gradualment cap a fora i cap amunt. L'èxit de l'operació depèn del ritme de combustió. Els mètodes de producció a petita escala solen produir només el 50% en volum i el 25% en pes, mentre que els mètodes a gran escala van permetre uns rendiments més elevats d'un 90% en volum al segle xvii. El funcionament era tan delicat que es deixava generalment als carboners (cremadors de carbó professionals).
El carboneig era una tasca desenvolupada entre els mesos de novembre i març. La manca de carbó mineral als Països Catalans va obligar a una explotació més intensiva del carbó vegetal. Les fustes de faig, roure i, sobretot, d'alzina, eren les més utilitzades per fer-ne carbó. Es tallaven els arbres i de la llenya resultant se'n feien piles, que s'encenien i s'iniciava el procés de la cuita. Un cop apagada la pila, s'arrencava el carbó, s'omplien les sàrries i es pesaven. Els carboners s'estaven al mateix bosc mentre durava l'època de carboneig i s'allotjaven en les barraques construïdes per ells mateixos.

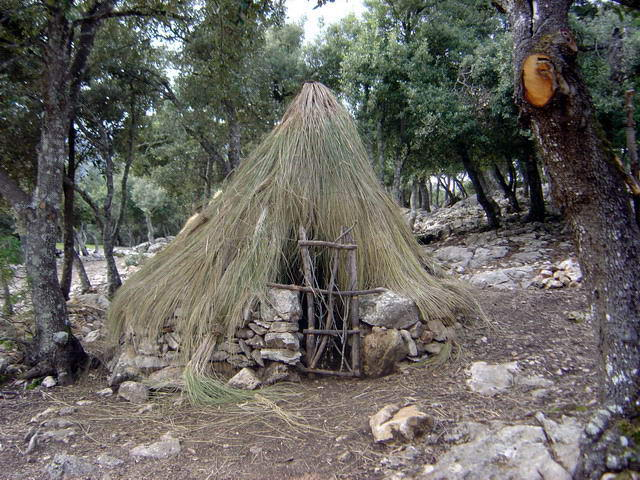
Barraca de carboner a Mallorca

La demanda de carbó vegetal va ser remarcable i molt intensa en moments com la Primera Guerra Mundial o la Guerra Civil espanyola i la postguerra. A partir de la segona meitat del segle xx, l'aparició de l'electricitat i el gas va comportar la desaparició de l'art de fer carbó.